# كأس التشيك 2009–10
كأس التشيك 2009–10 (بالتشيكية: Ondrášovka Cup 2009/10)‏ هو موسم من كأس التشيك. أقيم خلال الفترة 19 يوليو 2009 وحتى 18 مايو 2010، وأشرف على تنظيمه اتحاد جمهورية التشيك لكرة القدم، وكان عدد الأندية المشاركة فيه 125، وفاز فيه فيكتوريا بلزن.